# お茶ガシとおハナシ
『お茶ガシとおハナシ』（おちゃがしとおはなし）とは、フジテレビ系列にて2012年11月25日から不定期で放送された特別番組（トークバラエティ番組）。2016年まで4回放送された。

## 概要
バナナマンの2人が毎回一組のゲストを呼び、お茶菓子とともにトークする番組。

## 出演者
- バナナマン（設楽統、日村勇紀）
- 三田友梨佳（フジテレビアナウンサー）(第1弾)
- 長野美郷（第2弾）
- 三上真奈（フジテレビアナウンサー）（第3弾）
- 永島優美（フジテレビアナウンサー）（第4弾）

## 放送リスト
| 回 | 放送日 （CX）                | ゲスト         | 備考                       |
| -- | ---------------------------- | -------------- | -------------------------- |
| 1  | 2012年11月25日（2:55〜3:55） | 小籔千豊       |                            |
| 2  | 2013年9月22日（3:00〜4:00）  | オードリー     | 日村は病気入院のため欠席。 |
| 3  | 2014年8月17日（3:03〜4:03）  | 博多華丸・大吉 |                            |
| 4  | 2016年1月31日（2:40〜3:40）  | FUJIWARA       |                            |

## スタッフ
第4回（2016年1月30日放送分）
- 編成企画：南條祐紀（フジテレビ）
- ナレーター：笠原優子
- 構成：相澤昇
- 美術プロデューサー：木村文洋
- 美術進行：小山千香子
- CAM：蜜谷司、小西賢輔
- AUD：遠藤拓也
- 照明：香川和代
- 音効：小田切暁、浅井孟義
- CG：天達普也
- TK：碓井香都子
- EED：佐々木智司
- MA：大野健志
- 技術協力：麻布プラザ、NAP inc.
- 美術協力：フジアール
- 制作協力：三木プロダクション
- 演出：斉藤崇
- プロデューサー：三木治、碓氷容子
- 企画制作：フジテレビ
- 制作著作：Big Face

### 過去のスタッフ
- 編成企画：高瀬敦也（当時・フジテレビ、第3回）
- 構成：川上潤也（第3回）
- TP：辻本豊（第3回）
- CAM：小澤義紀（第3回）
- AUD：大城卓也（第3回）
- VE：横井甲児（第3回）
- 照明：大竹康裕（第3回）
- EED：江藤未穂（第3回）
- MA：柴田敏幸（第3回）
- 技術協力：ザ・チューブ（第3回）、フジ・メディア・テクノロジー（第3回）
- AD：栗田伊織（第3回）